# Rainer Küschall
Rainer Küschall, né le 17 avril 1947, est un champion suisse d'athlétisme handisport, designer et entrepreneur.

## Biographie
Rainer Küschall est devenu tétraplégique à la suite d'un accident de plongée en 1963, à l'âge de 16 ans. 

## Carrière professionnelle
Rainer Küschall dessine et fabrique son premier fauteuil roulant en 1978, et fonde l'entreprise Paratec AG en 1982. En 1986, il reçoit le prix de design du musée d'art moderne de New York pour son fauteuil roulant Küschall Competition. Invacare Corporation achète l'entreprise Paratec AG en 1995, et renomme sa filiale Küschall Design AG puis Küschall AG à partir de 2004.

## Carrière sportive
Rainer Küschall a obtenu 21 médailles olympiques  en 7 olympiades (de 1968 à 1992) dans des disciplines aussi variées que le 100 m, le marathon ou le tennis de table. Il a également été plusieurs fois champion du monde. Il a adapté des commandes au volant sur plusieurs voitures de sport et pratique maintenant le sport automobile.

## Palmarès paralympique[4]
| Année | Ville                       | Pays                   | Discipline                                                                    | Médaille             |
| ----- | --------------------------- | ---------------------- | ----------------------------------------------------------------------------- | -------------------- |
| 1968  | Tel-Aviv                    | Israël                 | Tennis de table, double A2 Tennis de table, simple A1                         | Bronze               |
| 1972  | Heidelberg                  | Allemagne              | Tennis de table, double A1 Tennis de table, simple A1                         | Or Bronze            |
| 1976  | Toronto                     | Canada                 | Tennis de table, double A1 Tennis de table, simple A1                         | Or Argent            |
| 1980  | Arnhem                      | Pays-Bas               | -                                                                             | -                    |
| 1984  | Stoke Mandeville + New York | Royaume-Uni États-Unis | 800 m 1A 200 m 1A 400 m 1A 100 m 1A 4x100m relais 1A-1C                       | Bronze Or Or Argent  |
| 1988  | Séoul                       | Corée du Sud           | 100 m 1A 4x200 m relais 1A-1C Marathon 1A                                     | Bronze Argent Argent |
| 1992  | Barcelone                   | Espagne                | 400 m TW1 1 500 m TW1 4x400 m relais TW1-2 5 000 m TW1 800 m TW1 Marathon TW1 | Bronze Argent Argent |